# Іприти

Азотний іприт HN1

Сесквііприт

Іпри́ти (рос. иприты, горчичные соединения, англ. mustards) — елементоорганічні сполуки, які мають дві β-галоалкільні групи, зв'язані з атомом S, як в (HalCH2CH2)2S, та їхні аналоги — азотні, кисневі та фосфорні іприти, наприклад, (HalCH2CH2)2NR. Також існує модифікація сесквііприт — коли одна з алкільних груп поділена між двома атомами S.